# Andrea Bresciani
Andrea Bresciani (Tolmin, Slovenija, 29. siječnja 1923. – Malvern, Victoria, Australija, 7. veljače 2006.) bio je talijanski crtač stripa, ilustrator i animator. Slovenskog je porijekla, rođen je kao Dušan Brešan u Tolminu (u to vrijeme dio Italije), a 1950. emigrirao je u Australiju. Među njegovim radovima bile su talijanska serija stripova Geky Dor i Tony Falco te široko sindicirana australska serija Frontiers of Science. U posljednjem dijelu karijere radio je kao filmski i televizijski animator za Hanna-Barbera i Marvel Productions.

## Život i karijera
Bresciani je rođen kao Dušan Brešan u slovenskoj obitelji u Tolminu (u to vrijeme dio pokrajine Gorica u Italiji, a danas grad u Sloveniji). Na početku Drugog svjetskog rata majka je odvela Dušana i njegove dvije sestre da žive u blizini Milana. Obitelj je nakon toga uzela talijansko prezime "Bresciani", a svoje je ime promijenio u "Andrea". Potpuno samouk, Bresciani je započeo karijeru kao komercijalni umjetnik dizajnirajući namještaj za arhitekta u Milanu dok je putovao iz Pavije. Nakon rata u vlaku je pronašao odbačeni talijanski strip i odlučio pokušati dodatno zaraditi kao strip crtač. Nakon tri mjeseca rada na portfelju, zaposlio se za milanskog izdavača stripova Edizioni Alpe i započeo stalnu karijeru strip crtača. Zatim je surađivao s Andreom Lavezzolom, ilustrirajući Lavezzolovu strip seriju Tony Falco koja je trajala od 1948. do 1949. i Geky Dor koja je trajala od 1949. do 1950.
Krajem 1950. Bresciani je emigrirao u Australiju, 1951. godine se nastanio u Sydneyu, gdje je radio za Atlas Publications, ilustrirajući priče za Squire: A Man's Magazine i radeći naslovnice za njihove pulp fiction časopise i njihove stripove Flynn of the FBI i The Wraith. Također je crtao cijela izdanja The Ghost Rider i Sergeant Pat of the Radio Patrol. Potonja se temeljila na dva lika iz novinskog stripa Radio Patrol. Nakon što se Atlas krajem 1950-ih zatvorio, Bresciani je postao slobodnjak. Njegov rad šezdesetih obuhvaća ilustracije za nekoliko pultova beletristike u izdanju KG Murray. Također je nacrtao cijela izdanja stripa The Adventures of Smoky Dawson, izmišljene priče s glavnim junakom country-zapadnog pjevača Smokyja Dawsona. Međutim, djelo po kojem je bio najpoznatiji u ovom razdoblju bio je dnevni strip Frontiers of Science koji je crtao od 1961. do 1970. Frontiers of Science prvi je put objavljen u Sydney Morning Heraldu a kasnije je objavljen u preko 200 novina širom svijeta.
Početkom 1970-ih Bresciani, koji se nedavno ponovno oženio, vraća se u Europu, i radi kao crtač i ilustrator u Španjolskoj i Njemačkoj, a karijeru je proširio i na film. Radio je kao animator, dizajner i umjetnički direktor za Hannu-Barberu u Europi, a kasnije, kada se vratio u Australiju, i u Sydneyu. Također je jedno vrijeme živio na Filipinima početkom 1980-ih radeći u studiju Marvel Productions u Manili. Među njegovim brojnim filmskim i televizijskim zaslugama u tom su razdoblju bili The New Scooby-Doo Movies (1972), Defenders of the Earth (1986) i Alice Through the Looking Glass (1987). U kasnijim godinama Bresciani je živio u predgrađu Melbournea u blizini svojih sestara i djece iz prvog braka i posvetio se skulpturama konja. Umro je u snu u svom domu u Malvernu u dobi od 83 godine.

## Daljnje čitanje
- Trovato, Giuseppe (21. travnja 2006). "Addio, Andrea Bresciani". Il Globo

## Vanjske poveznice
- Andrea Bresciani u internetskoj bazi filmova IMDb-u (engl.)
- Carantha History of Slovenia: Slovenian Arts and Crafts (sadrži i sliku jedne od njegovih skupltura konja)